# SADT
SADT (акроним от англ. structured analysis and design technique) — методология структурного анализа и проектирования, интегрирующая процесс моделирования, управление конфигурацией проекта, использование дополнительных языковых средств и руководство проектом со своим графическим языком. Процесс моделирования может быть разделен на несколько этапов: опрос экспертов, создание диаграмм и моделей, распространение документации, оценка адекватности моделей и принятие их для дальнейшего использования. Этот процесс хорошо отлажен, потому что при разработке проекта специалисты выполняют конкретные обязанности, а библиотекарь обеспечивает своевременный обмен информацией.
SADT возникла в конце 60-х годов в ходе революции, вызванной структурным программированием. Когда большинство специалистов билось над созданием программного обеспечения, немногие старались разрешить более сложную задачу создания крупномасштабных систем, включающих как людей и машины, так и программное обеспечение, аналогичных системам, применяемым в телефонной связи, промышленности, управлении и контроле за вооружением. В то время специалисты, традиционно занимавшиеся созданием крупномасштабных систем, стали осознавать необходимость большей упорядоченности. Таким образом, разработчики решили формализовать процесс создания системы, разбив его на следующие фазы:
- Анализ — определение того, что система будет делать,
- Проектирование — определение подсистем и их взаимодействие,
- Реализация — разработка подсистем по отдельности,
- Объединение — соединение подсистем в единое целое,
- Тестирование — проверка работы системы,
- Установка — введение системы в действие,
- Эксплуатация — использование системы.

## История
Часть теорий, относящихся к методологии и языку описания систем, были названы их автором, Дугласом Т. Россом «Методологией структурного анализа и проектирования» (SADT — Structural Analysis and Design Technique). Исходная работа над SADT началась в 1969 г. Первое её крупное приложение было реализовано в 1973 г. при разработке большого аэрокосмического проекта, когда она была несколько пересмотрена сотрудниками SofTech, Inc. В 1974 г. SADT была еще улучшена и передана одной из крупнейших европейских телефонных компаний. Появление SADT на рынке произошло в 1975 г. после годичного оформления в виде продукта. К 1981 г. SADT уже использовали более чем в 50 компаниях при работе более чем над 200 проектами, включавшими более 2000 людей и охватывавшими более десятка предметных областей, в том числе телефонные сети, аэрокосмическое производство, управление и контроль, учет материально-технических ресурсов и обработку данных. Её широкое распространение в настоящее время в европейской, дальневосточной и американской аэрокосмической промышленности (под названием IDEF0) позволяет эти цифры существенно увеличить. Таким образом, SADT выделяется среди современных методологий описания систем благодаря своему широкому применению.
В начале 70-х годов методология SADT была реализована в виде четкой формальной процедуры. В ходе этой реализации, SADT-аналитики использовали бланки диаграмм и титульные листы. Уникальный и эффективный метод кодирования связей между декомпозициями с использованием ICOM-кодов, применяемых в SADT, а также принятый в SADT способ организации рецензирования с помощью цикла автор/читатель намного облегчают бумажную реализацию. Благодаря этим преимуществам SADT намного превосходит все другие методы структурного анализа, имеющие бумажную реализацию.
В конце 70-х появились компьютеры достаточной мощности и диапазона с приемлемой скоростью создания графических изображений. Это дало возможность автоматизировать те структурные методы, которые, подобно SADT, существенно опирались на графику. Хотя такие технологии в то время только начинали развиваться, ВВС США финансировали разработку первой системы автоматизации SADT (и, кстати говоря, первого автоматизированного средства для структурного анализа, делающего упор на графику), названного AUTOIDEF0.
В начале 80-х годов появился умещающийся на письменном столе персональный компьютер с графическими возможностями. Это привело к созданию автоматизированных рабочих мест для нескольких графических методов структурного анализа. В это же время первые попытки реализации SADT на мини- и микрокомпьютерах были предприняты в США, Европе и Скандинавии. Одним из результатов таких попыток стало создание автоматизированного рабочего места SADT во Франции, названное SPECIF X.
Современный уровень информационных технологий предоставляет богатый выбор методов для создания автоматизированной поддержки SADT. Наиболее доступным на сегодняшний день SADT-средством является Design/IDEF (Meta Software Corp.) — изначально построенный в рамках программы интегрированной компьютеризации производства и широко используемый ныне в различных областях деятельности. Автоматизированная поддержка SADT происходит в развитии от просто графического средства до программного обеспечения, функционирующего на базе знаний более общих понятий моделирования. Такие развитые средства обладают способностью понимать семантику взаимосвязанной сети диаграмм SADT и множества моделей, а также объединять это множество сведений и правил с другими технологиями.